# Pusignan
Pusignan település Franciaországban, Rhône megyében. Lakosainak száma 4145 fő (2022. január 1.). Pusignan Jonage, Jons, Villette-d’Anthon, Colombier-Saugnieu, Genas, Meyzieu és Janneyrias községekkel határos.

## Népesség
A település népességének változása:
| Lakosok száma | 3756 | 4011 | 4124 | 4114 | 4110 | 4191 | 4190 | 4172 | 4145 |
|               | 2013 | 2015 | 2016 | 2017 | 2018 | 2019 | 2020 | 2021 | 2022 |